# Nowy Tomyśl
Nowy Tomyśl (deutsch bis 1875 Neutomysl, danach Neutomischel) ist die Kreisstadt des Powiat Nowotomyski der Woiwodschaft Großpolen in Polen. Mit den 18 umliegenden Dörfern bildet sie die gleichnamige Stadt-und-Land-Gemeinde  mit etwa 27.000 Einwohnern.

## Geographische Lage
Die Stadt liegt etwa 60 Kilometer westlich der Stadt Posen und 40 Kilometer Luftlinie südöstlich der Stadt Międzyrzecz (Meseritz).

## Geschichte
Archäologische Funde deuten auf eine Besiedlung der Region schon vor 11.000 Jahren hin.
Im 18. Jahrhundert wurde die damals sehr waldreiche Grafschaft von hauländischen Kolonisten besiedelt. Siedler konnten vom Grafen Feliks Szołdrski zu günstigen Konditionen Waldflächen an den Obra-Zuflüssen Dojca, Czarna Woda (Schwarzwasser) und Szarka erwerben, um diese urbar zu machen. Von dieser Möglichkeit machten auch Polen sowie aus Brandenburg, Schlesien und Pommern kommende Deutsche Gebrauch.
Die eigentliche Stadtgeschichte Neutomischels beginnt etwa 1780. Um diese Zeit kamen Scharen evangelischer Einwanderer aus Brandenburg ins damals noch polnische Dorf Tomysl, die ihre Heimat aufgrund der dort angewandten rigiden Rekrutierungsmaßnahmen verlassen hatten. Sie wurden unter anderem im Hopfenanbau eingesetzt, der um diese Zeit in der Grafschaft zu florieren begann.
Für diese zumeist protestantischen deutschen Siedler wurde 1778/79 mit Unterstützung Szołdrskis, der selbst Katholik war, eine Kirche errichtet. Szołdrski sorgte auch dafür, dass um die Kirche herum eine Stadt als Zentrum für die umliegenden Siedlungen entstand. Am 8. April 1786 erhielt die neue Ortschaft, die zunächst Neu-Tomysl hieß, das Stadtrecht; das Dorf Tomysl wurde in Alt-Tomysl (Stary Tomyśl) umbenannt.

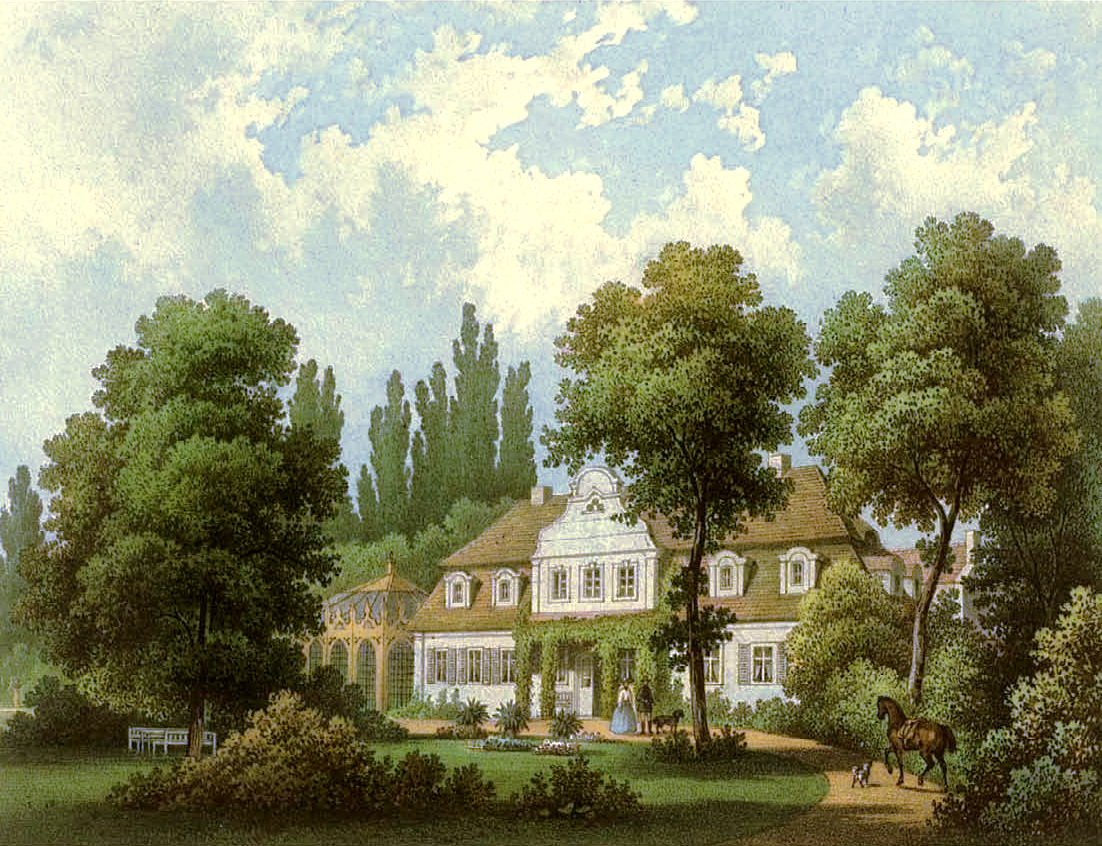
Schloss Alt Tomysl um 1860, Sammlung Alexander Duncker

Am 14. November 1804 wurden in Neu-Tomysl durch eine Feuersbrunst, die abends gegen 23 Uhr ausgebrochen war, siebzehn Wohngebäude und zwei mit Getreide gefüllte Scheunen vernichtet, wovon dreißig Familien betroffen waren.
Mit der Teilung Polens 1793 kam die Stadt an Preußen. Unter dem Einfluss Napoleons gehörte die Stadt von 1807 bis 1815 zum Herzogtum Warschau. Als Ergebnis des Wiener Kongresses fiel sie wieder an Preußen, 1848 wurde sie Kreisstadt. Bei der Volkszählung 1905 waren 92 % der Bevölkerung von Neutomischel deutschsprachig.
Nach dem Ersten Weltkrieg brachten am 3. Januar 1919 rund dreihundert mit Gewehren, Maschinengewehren und Handgranaten bewaffnete polnische Milizionäre die Stadt in ihre Gewalt und besetzten die öffentlichen Gebäude. Im Rahmen des Versailler Vertrags wurde so die Stadt nach etwa 125 Jahren wieder polnisch. Sie war bis zu diesem Zeitpunkt Verwaltungssitz des Kreises Neutomischel in der preußischen Provinz Posen gewesen.
In der Zeit nach dem Ersten Weltkrieg ging der Anteil der deutschen Bevölkerung im Powiat Nowotomyski deutlich zurück und die deutsche Bevölkerung war Repressalien ausgesetzt. So weigerte sich beispielsweise 1937 die polnische Behörde, ein in Neutomischel neuerbautes Privatschulhaus in Betrieb nehmen zu lassen, weshalb 57 deutsche Eltern in den Schulstreik traten. Umgekehrt hatte nach dem Einmarsch der deutschen Wehrmacht 1939 die polnische Bevölkerung unter der Germanisierungspolitik während des Zweiten Weltkrieges zu leiden; nicht wenige Einwohner wurden zu Zwangsarbeit verpflichtet.
Gegen Ende des Zweiten Weltkriegs besetzte am 27. Januar 1945 die Rote Armee die Stadt. Die verbliebene deutsche Bevölkerung wurde in der Folgezeit von der örtlichen polnischen Verwaltungsbehörde vertrieben.

### Einwohnerzahlen
- 1800: 0430, in 60 Wohnhäusern (davon eines mit Ziegeldach), vorwiegend Evangelische, keine Juden[2]
- 1805: 0435 Deutsche, in 65 Häusern[9]
- 1816: 0597[10]
- 1837: 0748[2]
- 1861: 1188[2]
- 1885: 1801, darunter 302 Katholiken und 171 Juden[11]
- 1905: 1985, hauptsächlich Protestanten sowie 359 Katholiken und 113 Juden (1.823 Deutsche, 162 Polen)[4]

## Politik

### Wappen
Das Wappen Nowy Tomyśls stellt ein gelbes hölzernes Boot auf rotem Grund dar.

### Städtepartnerschaften
Mit dem brandenburgischen Amt Biesenthal-Barnim wurde am 13. Dezember 1999 nach mehreren Treffen ein Partnerschaftsvertrag über gegenseitige kommunale Zusammenarbeit unterzeichnet.
Mit der deutschen Stadt Goch (Niederrhein) besteht seit dem 15. März 1997 eine Partnerschaft, die 1994 initiiert wurde.

## Kultur und Sehenswürdigkeiten

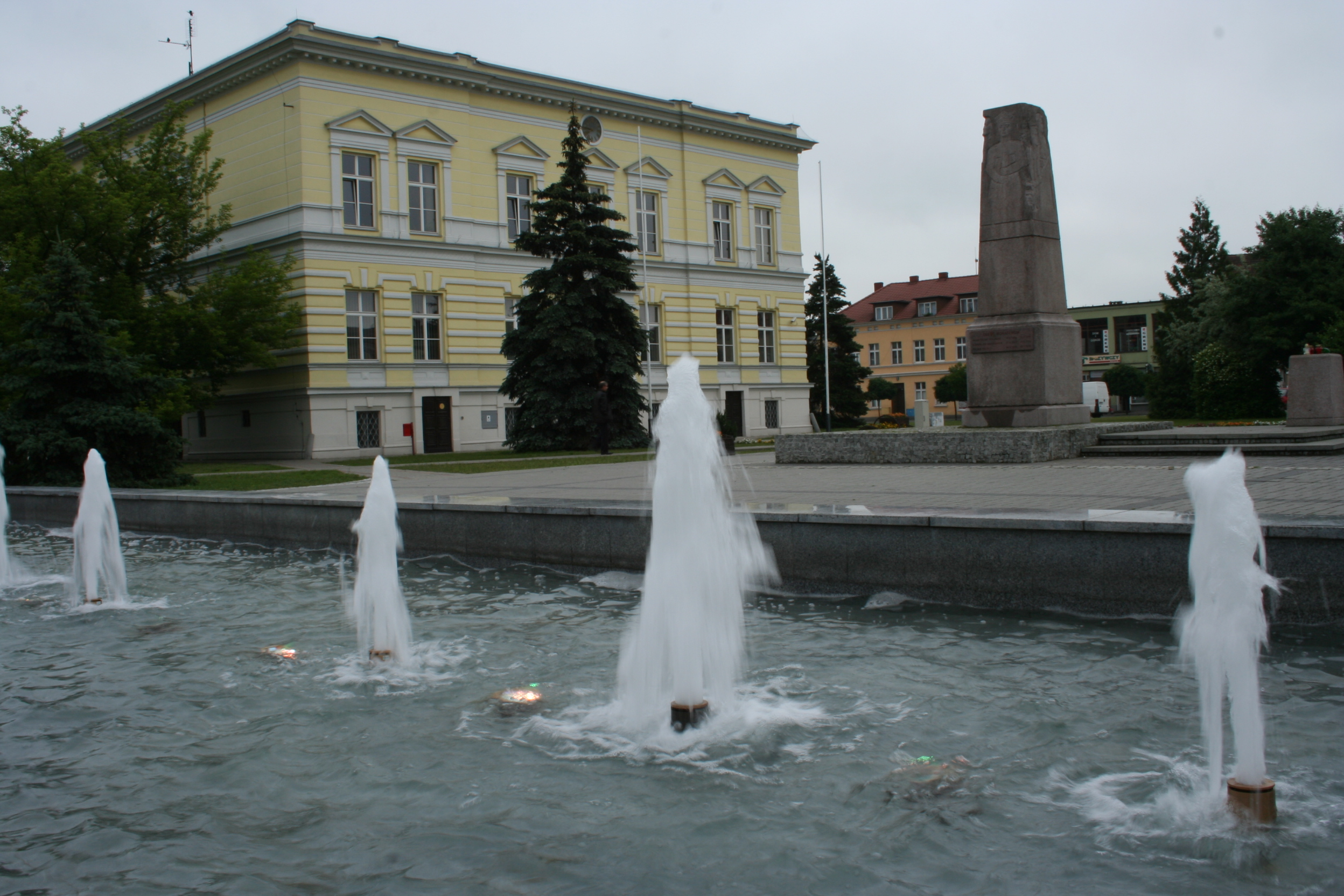
Marktplatz
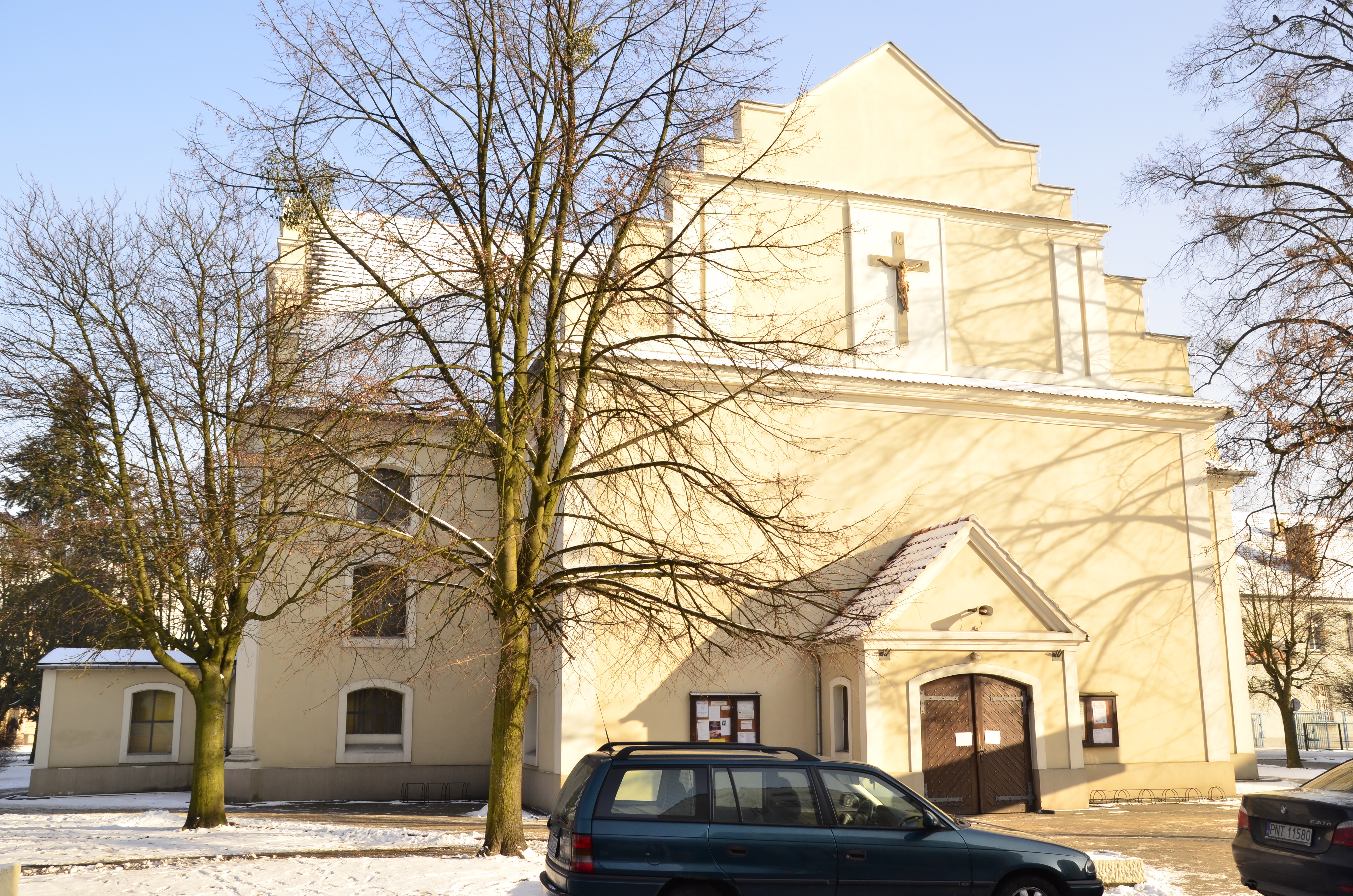
Stadtkirche
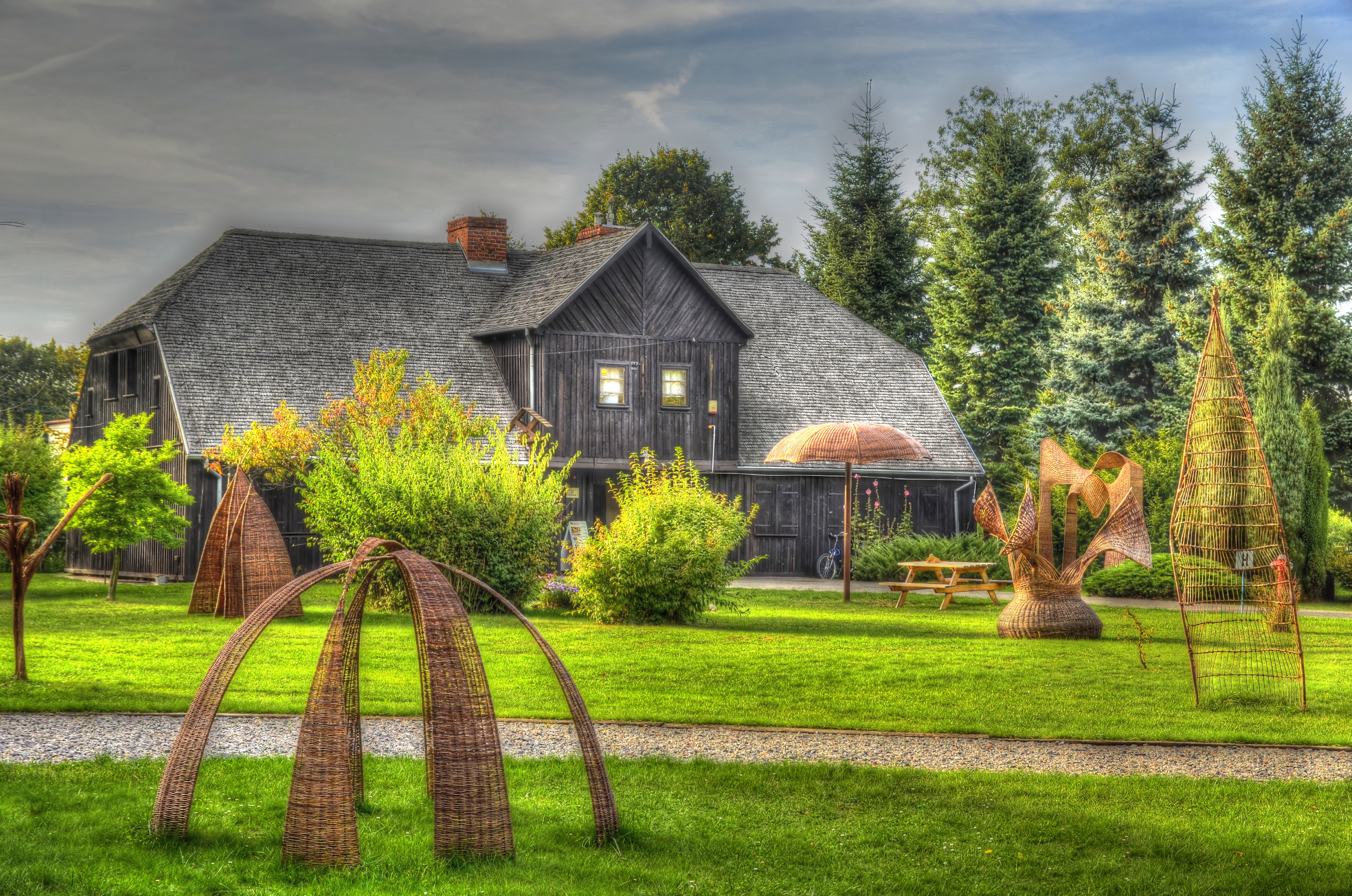
Korbwaren- und Hopfenmuseum
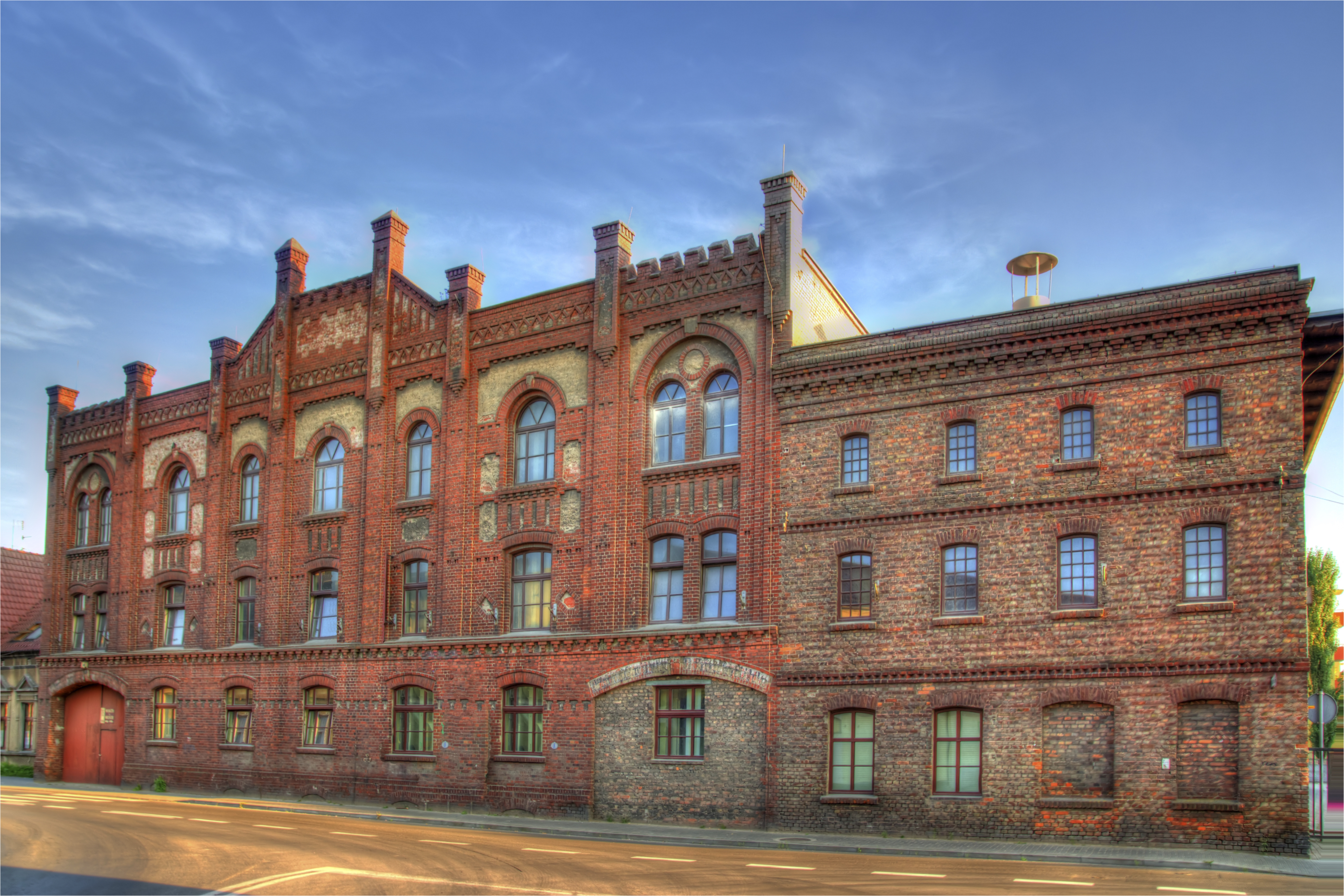
Ehemaliges Fabrikgebäude
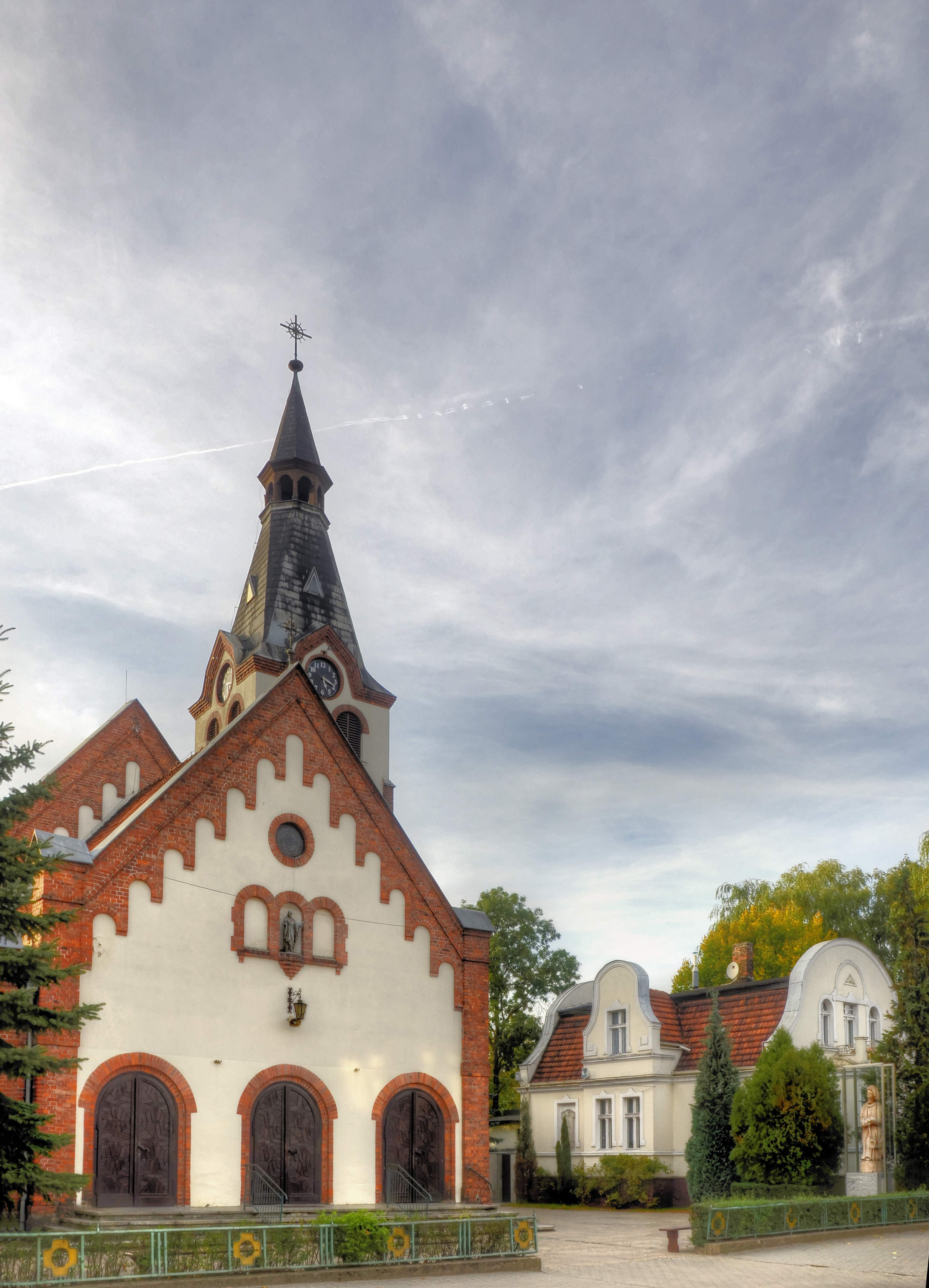
Katholische Kirche

### Museen
- Museum für Korbmacherei und Hopfenanbau

### Bauwerke
Mehrere Bauwerke aus der Anfangszeit der Stadt sowie aus dem 19. Jahrhundert sind erhalten geblieben, wie die 1778 errichtete, bis 1945 evangelische, danach katholische Herz-Jesu-Kirche, die 1895 für Katholiken errichtete Kirche der Muttergottes der unablässigen Hilfe, das Rathaus (1879), die Mühle (1885) und der Wasserturm.
Während der Zeit der holländischen Besiedlung entstanden die umliegenden Dörfer als Streusiedlungen, mehrere Gehöfte aus dieser Zeit sind erhalten geblieben.
Seit 2012 stehen in Nowy Tomyśl die höchsten Windkraftanlagen der Welt.

### Parks
1972 wurde im Südosten der Stadt ein 34 ha großer Erholungspark angelegt. Etwa 10 % davon nimmt der 1974 eingerichtete zoologische Garten ein. Er beherbergt exotische und geschützte Tierarten, der Eintritt war bis Ende des Jahres 2014 kostenlos.

## Wirtschaft
Einige deutsche Unternehmen wie z. B. B. Braun Melsungen AG und Phoenix Contact haben in Nowy Tomyśl ihre Produktionswerke.

## Gemeinde
Die Stadt-und-Land-Gemeinde (gmina miejsko-wiejska) umfasst neben dem Hauptort Nowy Tomyśl 18 Dörfer mit Schulzenämtern.

## Söhne und Töchter der Stadt
- Johann Gottlieb Otto Tepper (1841–1923), deutsch-australischer Entomologe
- Conrad Matschoss (1871–1942), Ingenieur und Hochschullehrer
- Dora Kolisch (1887–1962), deutsche Malerin
- Heinrich Klumbies (1905–1994), Maler
- Amei-Angelika Müller (1930–2007), Autorin
- Tomasz Tomiak (1967–2020), Ruderer
- Paweł Najdek (* 1973), Gewichtheber
- Mateusz Kościukiewicz (* 1986), Filmschauspieler
- Alicja Konieczek (* 1994), Hindernisläuferin